# Вісьневка
Вісьневка (пол. Wiśniewka) — село в Польщі, у гміні Семпульно-Краєнське Семполенського повіту Куявсько-Поморського воєводства.
Населення — 145 осіб (2011).
У 1975-1998 роках село належало до Бидгощського воєводства.

## Демографія
Демографічна структура станом на 31 березня 2011 року:
|          | Загалом | Допрацездатний вік | Працездатний вік | Постпрацездатний вік |
| -------- | ------- | ------------------ | ---------------- | -------------------- |
| Чоловіки | 68      | 16                 | 48               | 4                    |
| Жінки    | 77      | 25                 | 40               | 12                   |
| Разом    | 145     | 41                 | 88               | 16                   |